# Mephritus genuinus
Mephritus genuinus là một loài bọ cánh cứng trong họ Cerambycidae.